# 辻章
辻 章（つじ あきら、1945年4月15日 - 2015年4月23日）は、日本の小説家。

## 来歴
神奈川県生まれ。横浜国立大学経済学部卒、講談社に入り、1981年から1984年まで『群像』編集長。
退職後、文筆活動に入り、1995年『夢の方位』で泉鏡花文学賞受賞。1998年「青山」で芥川賞候補。季刊・綜合文芸誌『ふぉとん』を主宰（2006年 - 2009年）。
2015年4月23日、くも膜下出血のため死去。70歳没。

## 著書
- 『逆羽』 福武書店 1989.3
- 『この世のこと』 福武書店 1991.8
- 『誕生』 講談社 1994.8
- 『夢の方位』 河出書房新社 1995.1
- 『子供たちの居場所』 河出書房新社 1996.12
- 『時の肖像 小説・中上健次』 新潮社 2002.1
- 『猫宿り』 河出書房新社 2003.5
- 『辻章著作集』全6巻 作品社 2017〜2019